# شتيفن هايدريش
ستيفن هايدريتش (بالألمانية: Steffen Heidrich)‏ (19 يوليو 1967 في ألمانيا - ) هو لاعب كرة قدم ألماني (وحمل سابقاً جنسية ألمانيا الشرقية) في مركز الوسط. شارك مع منتخب ألمانيا الشرقية لكرة القدم. أما مع النوادي، فقد لعب مع إنيرجي كوتبوس ودينامو دريسدن وكيمنتزر ولوكوموتيف لايبزيغ وVfB Leipzig ‏.

## وصلات خارجية
- ستيفن هايدريتش على موقع قاعدة بيانات كرة القدم.إي يو (الإنجليزية)
- ستيفن هايدريتش على موقع بيانات كرة القدم. دي إي (الألمانية)
- ستيفن هايدريتش على موقع ناشيونال فوتبول تيمز (الإنجليزية)
- ستيفن هايدريتش على موقع عالم كرة القدم.نت (الإنجليزية)